# 于黑丁
于黑丁（1914年—2001年2月4日），原名于敏道，笔名于雁、黑丁，男，山东即墨人，中华人民共和国作家，第五、六、七届全国人大代表。

## 生平

1947年，于黑丁（右一）和陈荒煤（左一）、赵树理（中）在晋冀鲁豫边区文联召开“文艺工作座谈会”时的合影

1933年，经乔天华、俞启威介绍，在青岛参加了中国左翼作家联盟。1934年加入中国共产党。1939年到达重庆，参加中华文艺界抗敌协会的活动。1940年前往延安，1941年9月重新加入中国共产党。1944年毕业于延安中央研究院、中央党校新闻研究室。1949年加入中国作家协会。